# Diàspor
El diàspor és un mineral de la classe dels òxids, que pertany al grup del diàspor. Anomenat així l'any 1801 per Abbé Rene Just Haüy del grec διασπείρειυ (esparpallar) en al·lusió a la decrepitació habitual en contacte amb la flama del bec de bunsen. És un dimorf de la böhmita i isomorf de la goetita. És també mena d'alumini.

## Classificació
Segons la classificació de Nickel-Strunz, el diàspor pertany a «04.FD: Hidròxids amb OH, sense H2O; cadenes de octaedres que comparetixen angles» juntament amb els següents minerals: spertiniïta, bracewel·lita, goethita, groutita, guyanaïta, montroseïta, tsumgallita, manganita, yttrotungstita-(Y), yttrotungstita-(Ce), frankhawthorneïta, khinita i parakhinita.

## Característiques
El diàspor és un òxid de fórmula química AlO(OH). Cristal·litza en el sistema ortoròmbic. La seva duresa a l'escala de Mohs és 6,5 a 7. Pot presentar impureses de Fe, Mn, Cr, Ga i Si. Es troba formant cristalls aplanats o formant masses escamoses o foliàcies. Presenta lluïssor vítria, és transparent a translúcid i pot presentar diverses coloracions: blanc, marró, incolor, groc clar, grisenc, gris verdós, lila, rosat. La ratlla és blanca i presenta un clivatge perfecte segons {010}.

## Formació i jaciments
Es troba com a component de roques metamòrfiques associat amb el corindó (esmeril) a les calcàries cristal·lines, i molt sovint és un constituent de la bauxita; també es troba als jaciments hidrotermals i residuals. S'ha descrit en nombroses localitats de tots els continents.

## Varietats
El diàspor cròmic és una varietat de color lila, ja sigui clar o fosc, rica en Cr3+. El diàspor de color canviant és una varietat de qualitat gemma que es troba a Turquia que es ven sota diferents noms comercials com ara zultanita o csarita. El diàspor manganèsic o manganodiàspor (Mn : Al > 1 : 29) és una varietat vermella o rosada rica en Mn3+. El diàspor fèrric (Fe : Al > 1 : 19) és una varietat rica en ferro.

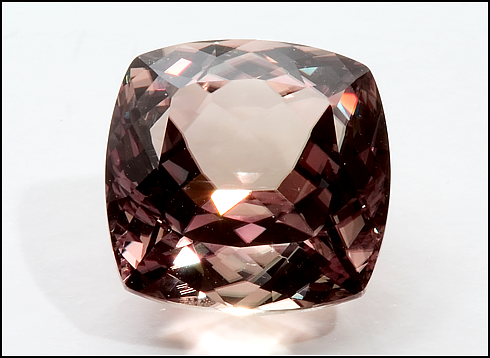
Zultanita tallada, varietat gemma
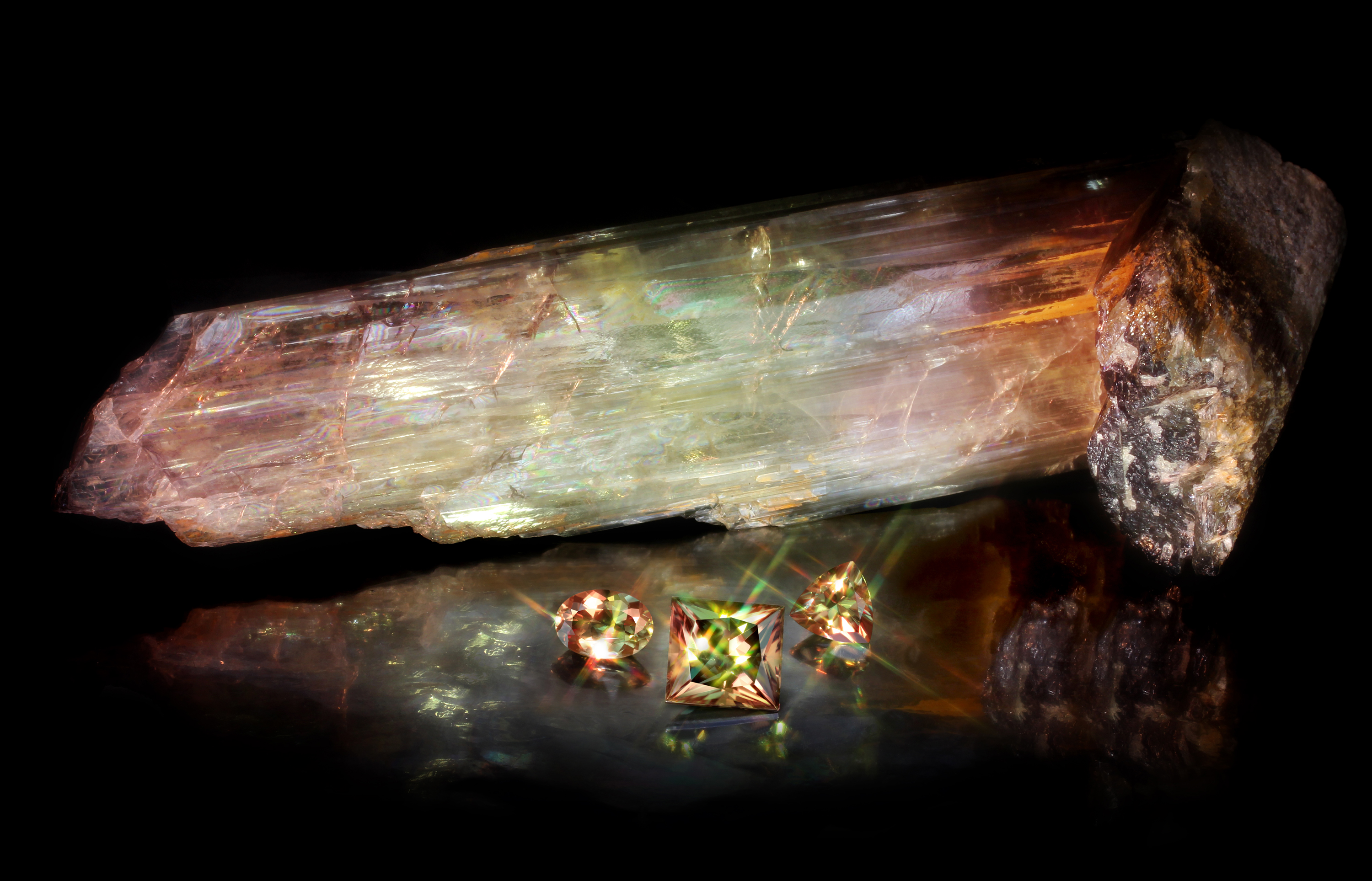
Zultanita
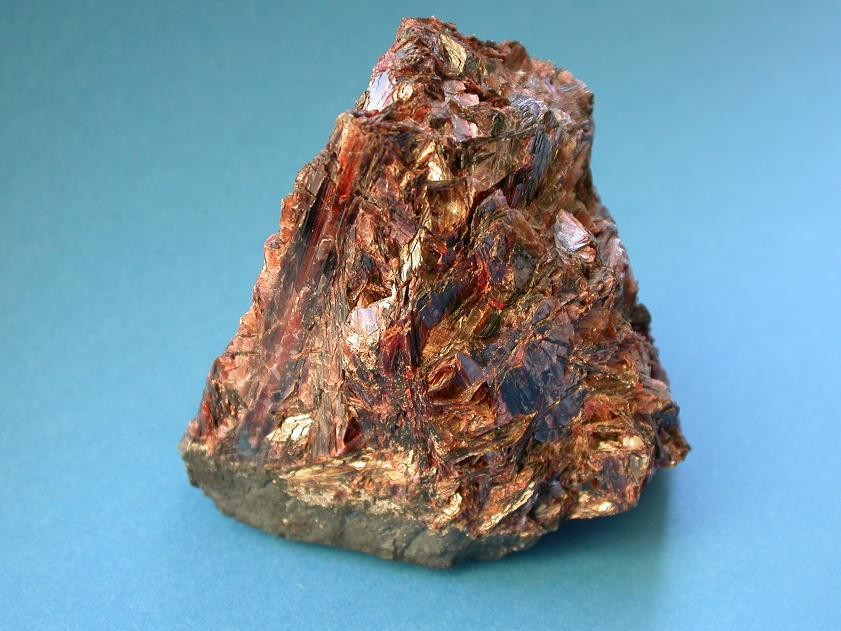
Manganodiàspor

## Galeria

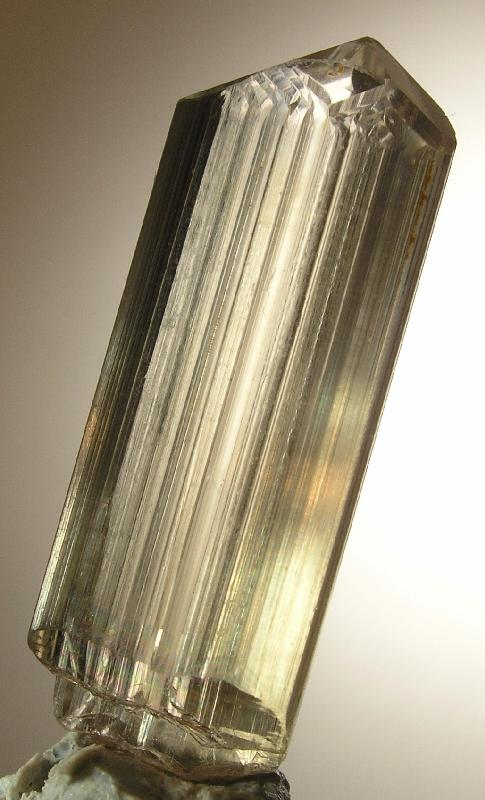
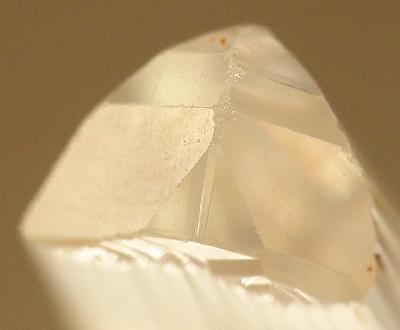
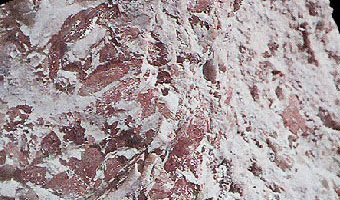